# Francis Gillot
Francis Gillot (Villers-Sire-Nicole, 9 februari 1960) is een Frans voetbaltrainer en voormalig betaald voetballer. In 2017 was hij hoofdtrainer van AJ Auxerre.

## Clubvoetbal
Francis Gillot speelde als centrale verdediger voornamelijk bij Valenciennes waar hij zijn debuut in het betaalde voetbal maakte en bij Lens. Zijn carrière sloot hij in 1996 af in de vijfde divisie bij Montauban met het kampioenschap in de National 3 (huidig CFA2).

### Overzicht
| Periode   | Club         | Land      | Competitie                               |
| --------- | ------------ | --------- | ---------------------------------------- |
| 1974–1982 | Valenciennes | Frankrijk | Division 1                               |
| 1982–1988 | Lens         | Frankrijk | Division 1                               |
| 1988–1989 | Strasbourg   | Frankrijk | Division 1                               |
| 1989–1993 | Lens         | Frankrijk | Division 2 en vanaf 1991 weer Division 1 |
| 1993      | Mulhouse     | Frankrijk | Division 2                               |
| 1993–1996 | Montauban    | Frankrijk | National 3                               |

## Trainerschap
Francis Gillot startte zijn trainersloopbaan bij de jeugd van Sochaux. Tussen 1996 en 2003 vervulde de oud-verdediger verschillende functies bij de club. In 2003 verliet hij de club voor een baan als trainer in het opleidingscentrum van Al-Ain in de Verenigde Arabische Emiraten. Na slechts een seizoen hield hij het voor gezien en keerde weer terug naar Frankrijk om in het seizoen 2004/05 assistent-trainer te worden van Joël Müller bij Lens. In januari 2005 nam Gillot de functie van Müller over en werd hoofdtrainer, een functie die hij bekleedde tot mei 2007. Met Lens won Gillot in 2005 de UEFA Intertoto Cup. Na het mislopen van kwalificatie voor UEFA Champions League-voetbal, gaf Gillot zijn functie terug aan de directie en richtte zich op het scouten van spelers voor de club.
Van januari 2008 tot juni 2011 was Gillot hoofdtrainer van Sochaux. Hij wist de noodlijdende club in zijn eerste seizoen te behouden voor de Ligue 1. In zijn laatste seizoen werd hij door zijn goede prestaties met de club zelfs genomineerd als beste trainer van de Ligue 1. Rudi Garcia, de hoofdtrainer van OSC Lille, won uiteindelijk de prijs.
Op 6 juni 2011 werd Francis Gillot aangesteld als hoofdtrainer van Girondins de Bordeaux. Hij volgde Eric Bédouet op die ad-interim de rol van hoofdtrainer had overgenomen van de op 7 mei dat jaar opgestapte Jean Tigana. Gillot tekende een contract voor twee seizoenen.

### Overzicht
| Periode   | Club                  | Land                         | Competitie         | Functie           |
| --------- | --------------------- | ---------------------------- | ------------------ | ----------------- |
| 1996–2003 | Sochaux               | Frankrijk                    | Jeugd              | Trainer           |
| 2003–2004 | Al-Ain                | Verenigde Arabische Emiraten | Jeugd              | Trainer           |
| 2004–2005 | Lens                  | Frankrijk                    | Ligue 1            | Assistent-Trainer |
| 2005–2007 | Lens                  | Frankrijk                    | Ligue 1            | Hoofdtrainer      |
| 2007      | Lens                  | Frankrijk                    | Ligue 1            | Scout             |
| 2008–2011 | Sochaux               | Frankrijk                    | Ligue 1            | Hoofdtrainer      |
| 2011–2014 | Girondins de Bordeaux | Frankrijk                    | Ligue 1            | Hoofdtrainer      |
| 2014–2015 | Shanghai Shenhua      | China                        | China Super League | Hoofdtrainer      |
| 2017      | Auxerre               | Frankrijk                    | Ligue 2            | Hoofdtrainer      |

## Erelijst
Als speler
 Montauban
- Championnat National 3 (groep G): 1996
- Midi-Pyrénées Division Honneur: 1994

Als trainer
 Lens
- UEFA Intertoto Cup: 2005

 Bordeaux
- Coupe de France: 2012/13

1 Johnsson ·
2 Gregersen ·
4 Bokele ·
5 Barbet  ·
6 Ihnatenko ·
8 Sissokho ·
9 Vipotnik ·
10 Weissbeck ·
11 Pitu ·
13 Strączek ·
14 N'Simba ·
17 Elis ·
18 Biumla ·
19 Ekomié ·
20 Díaz ·
22 De Amorim ·
24 Marcelin ·
26 Depussay ·
29 Livolant ·
30 Davitasjvili ·
34 Michelin ·
40 Bedfian ·
72 Cassubie ·
77 Badji ·
81 De Lima ·
91 Tebili ·
97 Rouyard ·
99 Swiderski ·
Coach: Guion
· Assistent-coach: Plašil
· Keeperstrainer: Coupet